# Laemmlin
Die Laemmlin, auch Lemlin, waren ein altes Patriziergeschlecht aus Heilbronn, das auch Besitz in Horkheim und Talheim hatte. Die Familie wird erstmals im frühen 13. Jahrhundert erwähnt und starb im frühen 17. Jahrhundert aus.

## Geschichte
Die Laemmlin werden bereits 1220 mit Konrad Laemmlin an vorderster Stelle einer Heilbronner Patrizierliste erstmals erwähnt. Ein Hartmud Laemmlin wird 1281, 1283, 1284, 1285 und 1289 erwähnt. Später werden ein weiterer Hartmud sowie Heinrich und Volmar Laemmlin erwähnt. Ein Volmar und seine Frau Liutgardis stifteten 1290 dem Kloster Maulbronn zwei Weingärten zur Unterhaltung eines ewigen Lichts auf dem Friedhof bei der Heilbronner Kilianskirche. In der Schenkungsurkunde wird der Friedhof bei der Kilianskirche erstmals erwähnt. Der spätere Hartmud und sein Bruder hatten 1298 das Heilbronner Richteramt inne und stellten die Bürgermeister. Ein anderer Volmar Laemmlin hatte mit dem Pfalzgrafen Ruprecht wirtschaftlich und finanziell zu tun und heiratete Agathe, die Tochter des Hans Erer. Das Paar besaß Hofstätten und Güter in Lauffen am Neckar, die es 1353 dem Ritter Hofwart von Lauffen verkaufte. Um 1374 standen die Laemmlin zusammen mit den Gebwin, Wigmar, Schletz und von Waiblingen im Streit mit der Reichsstadt Heilbronn.
Die Familie hatte im 15. und 16. Jahrhundert Besitz in Horkheim, darunter die Burg Horkheim sowie 35 Häuser mit Hofstellen. Volmar Laemmlin und seine Frau Agnes vom Bach stifteten 1469 eine Pfründe in der Burgkapelle der Burg Horkheim, die bis etwa 1520 durch einen Kaplan besetzt war. Im 16. Jahrhundert hatte die Familie außerdem Ganerbenanteile in Talheim, wo auch ein Zweig der Familie ansässig war. Ein weiterer Volmar Laemlin wird 1537 und 1541 in Talheim erwähnt. Er war verheiratet mit Barbara von Rinderbach († 1561), der Witwe des 1523 bei Landstuhl erschossenen Wilhelm von Gemmingen, und stiftete 1563 eine Grabkapelle auf dem Friedhof in Horkheim. Der Grabstein seines Sohns und seiner Schwiegertochter, Philipp Christoph Laemmlin († 1596) und Anna Maria von Venningen († 1585), befand sich ursprünglich in jener Kapelle und wird heute in der Horkheimer Georgskirche verwahrt. Ebenfalls dort befindet sich der Grabstein des Georg Friedrich Laemmlin, eines knapp 27 Wochen alten Knaben, der als letzter Nachkömmling der Familie im Jahr 1605 starb. Mit seinem ihn überlebenden Vater, dem Ulmer Vogt Georg Valentin Laemmlin, der 1622 im Jahr seines Todes die Burg Horkheim an Georg Seybold verkaufte, starb die Familie vollends aus.

## Wappen
Blasonierung: In Schwarz ein silbernes Lamm. Auf dem Helm mit schwarz-silbernen Helmdecken das Lamm.